# Supercoupe de Chypre féminine de football
La Supercoupe de Chypre féminine de football a été créée en 2007.

## Palmarès
| Saison | Vainqueur        | Score         | Finaliste        |
| ------ | ---------------- | ------------- | ---------------- |
| 2007   | Nea Salamis      | 2-1           | AEK              |
| 2008   | Vamos            |               | Pafia            |
| 2009   | Apollon Limassol | 4-1           | Lefkothea        |
| 2010   | Apollon Limassol | 7-0           | Lefkothea        |
| 2011   | Apollon Limassol | 3-0           | AEK              |
| 2012   | non disputé      | non disputé   | non disputé      |
| 2013   | Apollon Limassol | 4-1           | Lefkothea        |
| 2014   | Apollon Limassol | 9-0           | Lefkothea        |
| 2015   | Apollon Limassol | 6-1           | Lefkothea        |
| 2016   | non disputé      | non disputé   | non disputé      |
| 2017   | Apollon Limassol | 1-1 (3-0 tab) | Barcelona FA     |
| 2018   | Barcelona FA     | 1-0           | Apollon Limassol |
| 2019   | non disputé      | non disputé   | non disputé      |
| 2020   | non disputé      | non disputé   | non disputé      |
| 2021   | Apollon Limassol | 5-0           | Omónia Nicosie   |
| 2022   |                  |               |                  |
| 2023   | Apollon Limassol | 4-0           | Omónia Nicosie   |

## Bilan par clubs
| Club             | Victoires | Finales |
| ---------------- | --------- | ------- |
| Apollon Limassol | 9         | 1       |
| Nea Salamis      | 1         |         |
| Vamos            | 1         |         |
| Barcelona FA     | 1         | 1       |
| Lefkothea        |           | 5       |
| AEK              |           | 2       |
| Omonia Nicosie   |           | 2       |
| Pafia            |           | 1       |